# Indischer Riesenflughund
Der Indische Riesenflughund (Pteropus giganteus) ist eine Säugetierart aus der Familie der Flughunde. Gemeinsam mit dem Kalong und dem Goldkronen-Flughund ist er die größte Flughundart. Indische Riesenflughunde sind nachtaktiv, tagsüber hängen sie kopfüber in Baumwipfeln. Die Nahrung besteht aus Früchten, in Obstplantagen können sie gelegentlich beträchtliche Schäden anrichten. Das Verbreitungsgebiet ist Südasien.

## Beschreibung

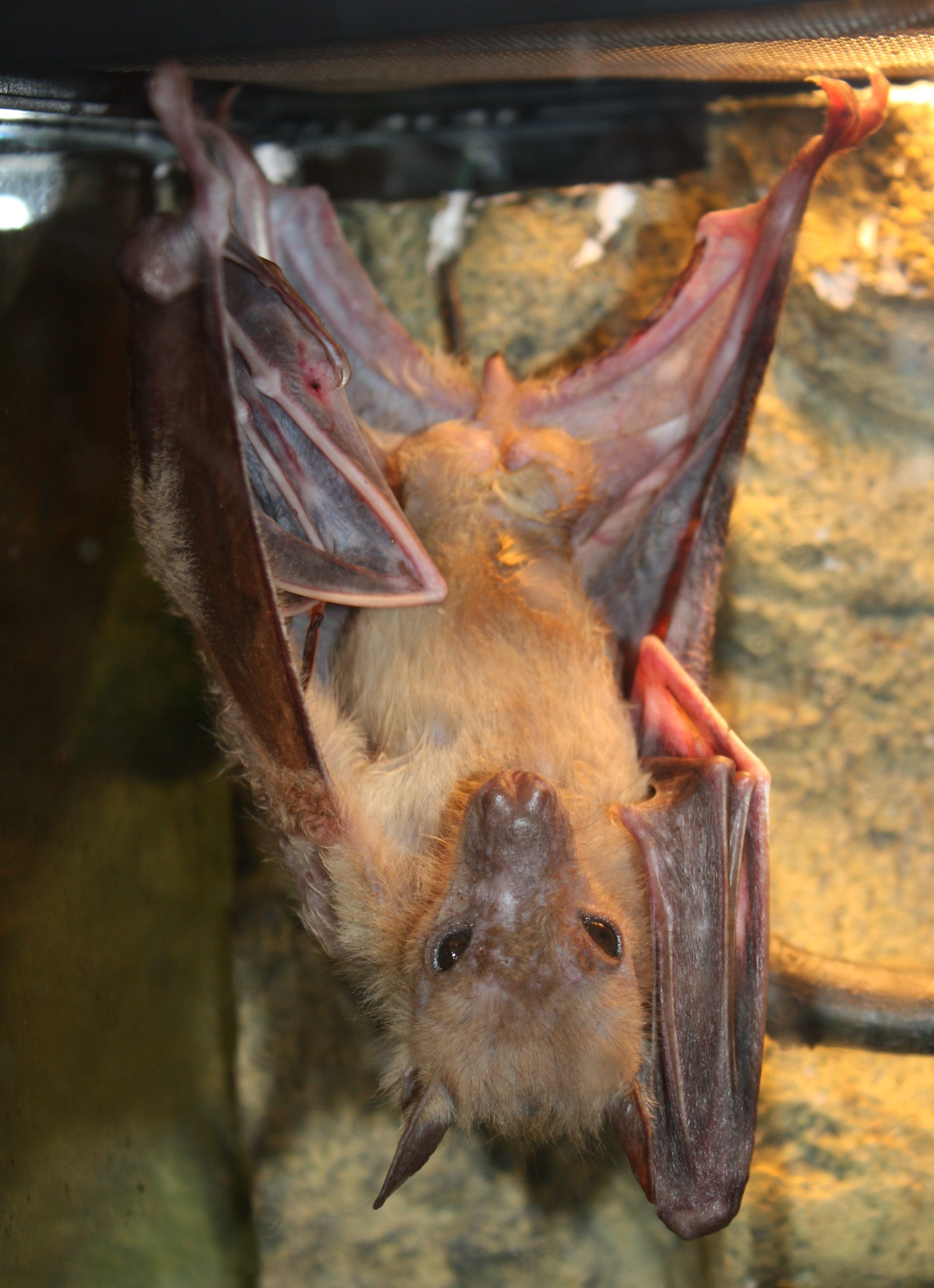
Die Unterseite ist rotbraun gefärbt.

Die Kopf-Rumpf-Länge des Indischen Riesenflughunds beträgt 23 Zentimeter. Die Flügelspannweite misst 112 Zentimeter. Indische Riesenflughunde wiegen durchschnittlich 630 Gramm. Der Kopf ist dunkelbraun bis fast schwärzlich, die Schnauze ist schwarzbraun. Die Schultern und die Rückseite des Halses sind dunkelbraun, die Körperunterseite dagegen gelblich bis rotbraun. Die Flügel sind schwarz.

## Verbreitungsgebiet

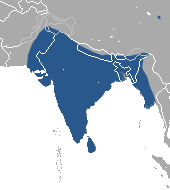
Verbreitungsgebiet

Der Indische Riesenflughund kommt in Bangladesch, China, Indien, auf den Malediven sowie in Nepal, Pakistan und Sri Lanka vor. Die Höhenverbreitung in Nepal, Indien und Sri Lanka reicht von 640 bis auf 1860 Höhenmeter. 

## Lebensweise
Indische Riesenflughunde sind sehr gesellig lebende Flughunde. Tagsüber hängen sie zu hunderten in den Baumwipfeln einzelner Bäume. Sie sind dabei sehr standorttreu. Mit Einbruch der Dämmerung beginnen sie unruhig zu werden, einzelne Tiere fliegen auf und kehren wieder in den Schlafbaum zurück, bis die gesamte Kolonie zur Nahrungssuche aufbricht. In der Regel suchen sie zunächst offene Gewässer auf, die sie niedrig überqueren und dabei im Flug Wasser schöpfen. 
Sie fressen ausschließlich Früchte und bevorzugen dabei die Früchte von Niembaum, Syzygium cumini und der Indischen Jujube sowie verschiedener Feigenarten. Äpfel und Orangen werden dagegen nicht gefressen.
Die Jungen kommen im Februar zur Welt. Es wird jeweils nur ein Junges pro Weibchen geboren, das vom Muttertier 140 bis 150 Tage lang gesäugt wird.

## Gefährdung
Der Bestand des Indischen Riesenflughunds wird als nicht gefährdet (least concern) eingestuft.